# U-241
U-241 — средняя немецкая подводная лодка типа VIIC времён Второй мировой войны.

## История
Заказ на постройку субмарины был отдан 10 апреля 1941 года. Лодка была заложена 4 сентября 1942 года на верфи «Германиаверфт» в Киле под строительным номером 675, спущена на воду 25 июня 1943 года. Лодка вошла в строй 24 июля 1943 года под командованием лейтенанта Арно Верра.

### Флотилии
- 24 июля 1943 года — 31 марта 1944 года — 5-я флотилия (учебная)
- 1 апреля — 18 мая 1944 года — 3-я флотилия

### История службы
Лодка совершила один боевой поход. Успехов не достигла. Потоплена 18 мая 1944 года к северо-востоку от Фарерских островов, в районе с координатами 63°22′ с. ш. 1°25′ в. д., глубинными бомбами с британского самолёта Catalina. 51 погибший (весь экипаж).

### Атаки на лодку
- 17 мая 1944 года при выходе из Тронхейма лодка была атакована норвежской «Каталиной». Самолёт был повреждён зенитным огнём, один из лётчиков погиб, лодка была потоплена на следующий день.

В книге «Steuermann durch Krieg und Frieden» (Штурман через Войну и Мир) Ганса Шмида описано потопление U-241 и говорится, что автор и ещё два члена экипажа спаслись с тонущей лодки и попали в лагерь для военнопленных. Однако, по всем официальным документам U-241 числится потонувшей со всем экипажем.
Эта лодка была оснащена шноркелем.